# Mansuet Johann Kosel
Mansuet Johann Kosel, pol. Manswet Jan Kozel (ur. 25 sierpnia 1856 w Krościenku nad Dunajcem, zm. 22 sierpnia 1919 w Wiedniu) – austro-węgierski urzędnik, finansista, ekonomista i polityk, doktor praw, minister skarbu Austro-Węgier latach 1904–1906. Siostrzeniec Carla Mengera – wybitnego ekonomisty oraz Antona Mengera – rektora Uniwersytetu w Wiedniu.

## Życiorys
Był synem Mansweta Kozela, Czecha, katolika, pierwszego naczelnika powiatu Krościenko nad Dunajcem, i Berthy z domu Menger (lub Monger), ochrzczonym w kościele Wszystkich Świętych w Krościenku nad Dunajcem. Uczył się w średniej szkole Theresianum w Wiedniu, a następnie na Uniwersytecie Wiedeńskim, gdzie w 1880 roku uzyskał doktorat w zakresie prawa. W 1878 roku zaczął pracę w służbie cywilnej w prokuraturze finansowej Przedlitawii. W 1882 roku został przeniesiony do ministerstwa handlu, w którego kierownictwie był od 1896 roku. Od 1900 roku był dyrektorem wiedeńskiej Pocztowej Kasy Oszczędności. Od 26 października 1904 roku pełnił funkcję ministra finansów w pierwszym rządzie Ernsta Koerbera, następnie w drugim rząd Paula Gautscha i w rządzie Konrada Hohenlohe-Schillingsfürsta. Jako bezpartyjny minister sprzeciwiał się zwiększaniu wydatków państwa motywowanych interesami politycznymi. Pod jego kierunkiem Pocztowa Kasa Oszczędności uzyskała status instytucji bankowej, a jej usługi operacyjne zostały zreorganizowane (zacieśnienie związku z ministerstwem finansów). 